# Richard Garrard
Richard Garrard (né le 21 janvier 1911 et mort le 3 mars 2003) est un lutteur australien spécialiste de la lutte libre. Il participe aux Jeux olympiques d'été de 1948 et combat dans la catégorie des poids mi-moyens en lutte libre. Il y remporte la médaille d'argent.

## Palmarès

### Jeux olympiques
- Jeux olympiques de 1948 à Londres,  Royaume-Uni
  -  Médaille d'argent en -73 kg.